# 로이드 섀플리
로이드 스토얼 섀플리(Lloyd Stowell Shapley, 1923년 6월 2일 ~ 2016년 3월 12일)은 미국의 수학자이자 경제학자이다. 캘리포니아 대학교 로스앤젤레스의 수학 및 경제학과의 명예교수이다. 수리경제학과 게임 이론 분야에 대해서 연구했다. 앨빈 E. 로스와 함께 2012년 노벨 경제학상을 수상했다.

## 생애
섀플리는 1923년 6월 2일 미국 매사추세츠주 케임브리지에서 저명한 천문학자인 할로 섀플리의 아들로 태어났다. 필립스 엑세터 아카데미를 졸업하고 1940년 하버드 대학교에 입학했으며 1943년재학 중에 군에 입대한다. 그는 중국 청두시에서 육군항공대원으로 활약했고, 일본의 암호를 해독하여 동성훈장을 받았다. 전쟁이 끝나고 그는 하버드 대학교로 다시 돌아와 1948년 수학과 석사로 졸업하였다. 랜드연구소에 1년 근무하고 프린스턴 대학교에 입학하여 1953년 박사학위를 얻었다. 학교를 졸업한 후 잠시 프린스턴 대학교에 남았고 그 후 랜드연구소에서 1954년부터 1981년까지 근무하였다. 1981년부터 2016년 3월 12일에 사망할 때까지 그는 캘리포니아 대학교 로스앤젤레스에서 교수로 재직하였다.

## 학력
- 1936년~1940년: 필립스 엑서터 아카데미 (졸업)
- 1940년~1948년: 하버드 대학교 (석사)
- 1948년~1953년: 프린스턴 대학교 (박사)